# Dominique Thorne
Dominique Thorne (New York, 5 novembre 1997) è un'attrice statunitense.

## Biografia
Dominique Thorne è nata a New York dai genitori Nerissa Guy e Navie Guy, immigrati di Trinidad. Ha due fratelli, Ky-Mani e Caleb. Ha frequentato la Professional Performing Arts School di Manhattan (PPAS) dove ha studiato formalmente teatro drammatico. Durante il suo ultimo anno di liceo, ha vinto lo Young Arts Award 2015 allo Spoken Theatre e il Presidential Scholar in the Arts degli Stati Uniti, assegnato ogni anno dalla Casa Bianca. Dopo aver fatto domanda in diverse università per corsi sia accademici che artistici, ha scelto di frequentare la Cornell University, dove ha conseguito la laurea in Sviluppo umano con un minore in Studi sulla disuguaglianza. Si è laureata a maggio 2019 ed è stata membro della Sphinx Head Secret Senior Honours Society. A partire dal 2020, lei e la sua famiglia vivono nel Delaware.
Nel 2018 debutta al cinema nel ruolo di Shelia Hunt, l'irascibile e arrogante sorella minore del personaggio principale Fonny Hunt, nel film Se la strada potesse parlare, basato sull'omonimo romanzo di James Baldwin. Nel 2021 ha interpretato Judy Harmon, un membro delle Pantere Nere, nel film Judas and the Black Messiah.
Nel 2020 è stata scelta per interpretare la supereroina della Marvel Ironheart nell'omonima miniserie televisiva del Marvel Cinematic Universe su Disney+. Ha debuttato in quel ruolo nel film Black Panther: Wakanda Forever del 2022, mentre la serie dedicata è stata pubblicata nel 2025.

## Filmografia

### Cinema
- Se la strada potesse parlare (If Beale Street Could Talk), regia di Barry Jenkins (2018)
- Judas and the Black Messiah, regia di Shaka King (2021)
- Black Panther: Wakanda Forever, regia di Ryan Coogler (2022)
- Freaky Tales, regia di Anna Boden e Ryan Fleck (2024)

### Televisione
- Ironheart, regia di Sam Biley e Angela Barnes – miniserie TV, 6 puntate (2025)

### Doppiaggio
- What If...? - serie animata (2024)

## Doppiatrici italiane
Nelle versioni in italiano delle opere in cui ha recitato, Dominique Thorne è stata doppiata:
- Joy Saltarelli in Se la strada potesse parlare, Judas and the Black Messiah
- Luisa D'Aprile in Black Panther: Wakanda Forever, Ironheart

Da doppiatore è sostituita da:
- Luisa D'Aprile in What If...?